# 天津市宝坻区第四中学
天津市宝坻区第四中学，简称宝坻四中，始建于1951年，原名宝坻城关高中，1997年8月更为现名。为区级重点高中、天津市三A学校。校址位于天津市宝坻区进京路三十号，占地面积近120亩，建筑面积2万平米。